# 4307 Cherepashchuk
4307 Cherepashchuk је астероид главног астероидног појаса чија средња удаљеност од Сунца износи 2,413 астрономских јединица (АЈ).
Апсолутна магнитуда астероида је 13,2.